# TL-Ultralight

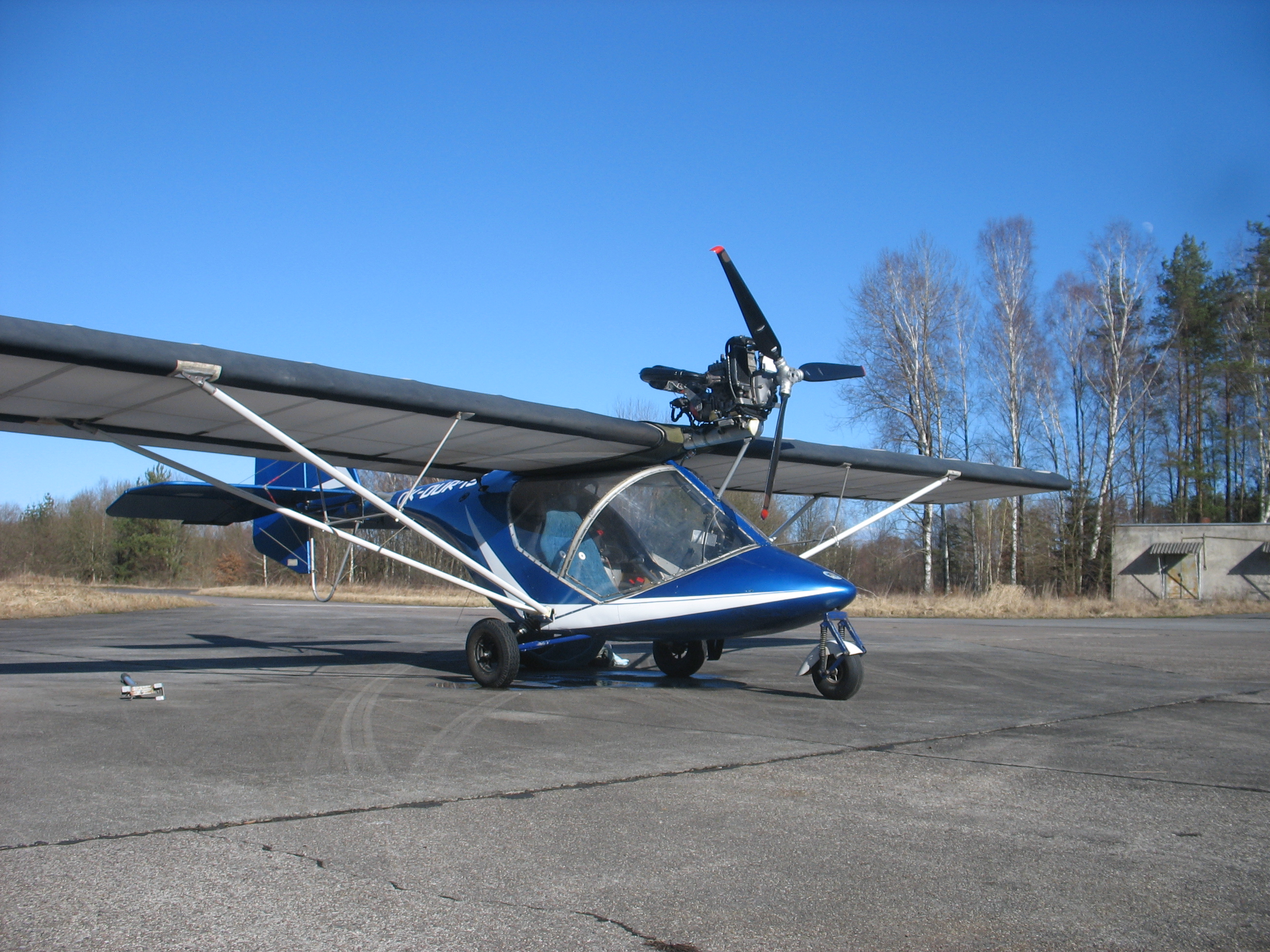
TL-Ultralight TL-32 Typhoon

TL-Ultralight (voluit; TL-Ultralight s.r.o., ook wel volledig met hoofdletters gespeld) is een Tsjechische, vroeger Tsjechoslowaakse, vliegtuigbouwer uit Hradec Králové.
TL-Ultralight is opgericht in 1989. Het begon als maker van ultralichte driewielers, een paramotor deltavlieger en is later meer algemene ultralicht motorluchtvaartuigen gaan bouwen.

## Lijst van vliegtuigen
- TL-Ultralight TL-1
- TL-Ultralight TL-2
- TL-Ultralight TL-22 Duo
- TL-Ultralight TL-32 Typhoon
- TL-Ultralight TL-96 Star
- TL-Ultralight TL-131 Condor
- TL-Ultralight TL-232 Condor
- TL-Ultralight TL-2000 String
- TL-Ultralight TL-3000 Serius
- TL-Ultralight Stream